# Лючия ди Ламмермур (фильм-опера, 1980)
«Лючи́я ди Ламмерму́р» — фильм-опера режиссёра Олега Биймы, снятый на Украинской студии телевизионных фильмов в 1980 году. Экранизация одноимённой оперы итальянского композитора Гаэтано Доницетти по мотивам романа Вальтера Скотта «Ламмермурская невеста». В главной партии — Евгения Мирошниченко.

## Сюжет
Путешествующий с друзьями по Великобритании безымянный итальянский композитор укрылся от проливного дождя в доме одинокой старухи. Там его заинтересовала картина, висевшая над очагом. После короткого предисловия хозяйка рассказала трагическую историю изображённой на холсте пары влюблённых.
Лорд Эдгар — последний из старинного рода Равенсвудов. Отец Эдгара был убит неким Астоном, добившемся власти в этих краях. Лорд поклялся отомстить за смерть отца и за все оскорбления, нанесённые их роду.
К несчастью, Эдгар встретил и полюбил Лючию — сестру своего врага. Вынужденный покинуть на время родину, Эдгар даёт возможность коварному вельможе воспользоваться подложным письмом и убедить сестру в неверности её возлюбленного.
Лючия уступает просьбам брата и даёт согласие на свадьбу с лордом Артуром, богатым женихом, которого так усиленно рекомендует ей Генрих.
Из Франции возвращается Эдгар. Он обвиняет Лючию в неверности данному слову. Обманутая девушка теряет рассудок, убивает своего молодого супруга и бросается вниз с крутого обрыва реки.
Потрясённый случившимся, Эдгар идёт в замок своего врага и гибнет от стрелы, пущенной в него Норманном, верным слугой Генриха.

## В ролях
- Евгения Мирошниченко — Лючия (поёт она же)
- Анатолий Мокренко — Генрих (поёт он же)
- Виктор Евграфов — Эдгар (поёт В. Федотов)
- Анна Твеленёва — Алиса (поёт Г. Туфтина)
- Гирт Яковлев — Норманн (поёт В. Кулага)
- Юрий Волков — Раймонд (поёт Г. Красуля)
- Станислав Пазенко — Артур (поёт В. Гуров)
- Владимир Конкин — композитор
- Тамара Тимофеева — старуха
- Анатолий Пазенко — спутник композитора
- Виктор Ланберг — спутник композитора

## Музыканты
- Оркестр и хор Киевского академического театра оперы и балета им. Т. Шевченко
  - Дирижёр — О. Рябов
  - Хормейстер — А. Венедиктов
- Ленинградская балетная труппа хореографических миниатюр
  - Руководитель — Аскольд Макаров

## Съёмочная группа
- Автор сценария: Олег Бийма
- Режиссёр-постановщик: Олег Бийма
- Оператор-постановщик: Александр Мазепа
- Художник-постановщик: Александр Бурлин
- Художник по костюмам: Л. Жуковская
- Художники-гримёры:
  - Н. Ситникова
  - Э. Пироженко
- Редактор: С. Светличная
- Звукорежиссёр: Г. Чупаков
- Монтажёр: В. Кудашева
- Пиротехник: В. Вороной
- Административная группа:
  - В. Сарафанов
  - И. Ожеван
- Директор: В. Гатти

## Места съёмок

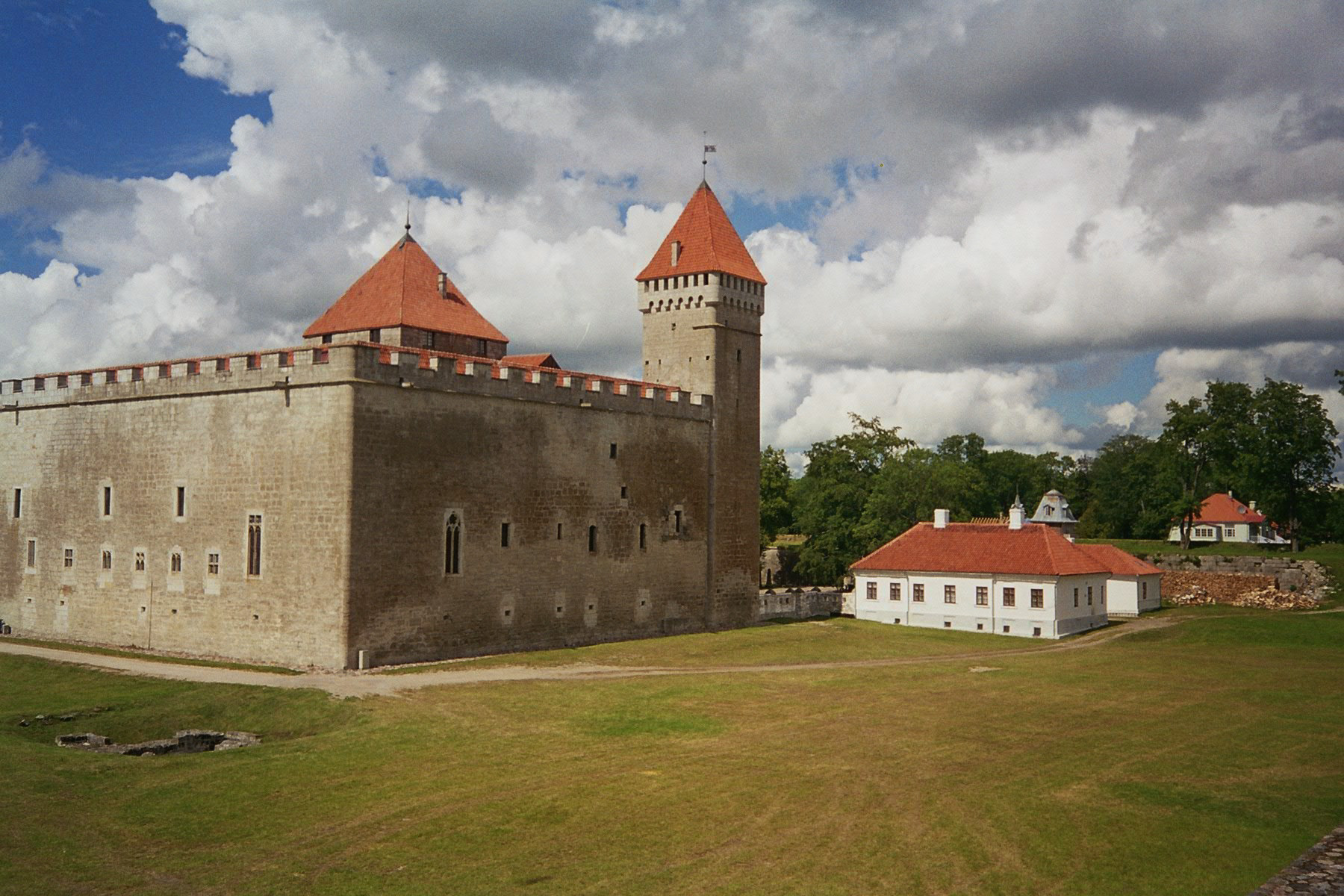
Епископский замок в Курессааре

- Съемки проходили летом 1980 года в средневековом замке Курессааре (на эстонском острове Сааремаа). В это же время на эту же локацию претендовали ещё две съёмочные группы: «Ленфильм» и Рижская киностудия. Предпочтение получила съёмочная группа «Укртелефильма».[1]